# سوته (فریدونکنار)
سوته یک روستا در ایران است که در استان مازندران واقع شده‌است. سوته ۲۱۰۰ نفر جمعیت دارد.
تپه قلاع کتیازآثارباستانی آن می‌باشد که هنوز در آن نمایان است. ازدیگرآثارباستانی آن حمام سوته است که مربوط به دوره قاجار بوده که این اثر در تاریخ ۲۷ آبان ۱۳۸۶ با شمارهٔ ثبت ۲۰۲۷۸ به‌عنوان یکی از آثار ملی ایران به ثبت رسیده‌است همچنین آب بندانهای بزرگ و کوچک در بخش جنوبی و جنگل و دامگاه‌ها صید پرندگان در قسمت شمالی این روستا واقع شده‌است که جاذبه‌های توریستی این روستا به حساب می‌آیند.